# Margarida Guedes Nogueira
Margarida Guedes Nogueira  (Rio de Janeiro, 06 de junho de 1908) foi uma diplomata brasileira. Foi a primeira mulher a ocupar o cargo de Embaixadora do Brasil junto à Austrália e à Nova Zelândia.

## Biografia

### Infância e Trajetória Profissional Anterior
Nasceu em 6 de junho de 1908 em São Paulo, filha de Albertina Guedes Nogueira e José Paulino Nogueira Filho.
Antes de sua nomeação como diplomata, trabalhou no Itamaraty como arquivista contratada. Era desquitada e mãe de um filho, David Paulo Nogueira Dana, nascido em 28 de maio de 1930..  
Em janeiro de 1936, assessorou o chefe dos Serviços Comerciais do MRE, Sebastião Sampaio, em missão comercial junto às Embaixadas e Legações do Brasil na Europa.

### Carreira Diplomática
Tomou posse no cargo de cônsul de terceira classe em 7 de abril de 1937. Para tanto, foi necessário que pleiteasse sua nomeação ao presidente da República, solicitando o seu aproveitamento, sob o argumento de terem sido nomeados todos os aprovados de seu concurso.
Em janeiro de 1940, foi removida para o Consulado Geral em Gênova. Em abril de 1941, o Governo italiano de Mussolini declarou-a persona non grata e solicitou sua retirada imediata, sem explicar as motivações da solicitação. A diplomata foi transferida para o Consulado Geral em Genebra. 
Regressou ao Brasil em março de 1945. Em 1947, uniu-se aos esforços das Comissões de Recepção ao presidente do Chile, Gabriel González Videla, em junho, e do presidente dos Estados Unidos da América, Harry Truman, em agosto.
Em 1948, mudou-se para Amsterdã, onde assumiu as funções de cônsul adjunta no Consulado Geral do Brasil. Permaneceu na função até 1950, quando assumiu a chefia do Consulado do Brasil em Southampton, na Inglaterra.
Em seu regresso ao Rio de Janeiro, no ano de 1954, passou a chefiar a Divisão Cultural, tendo sido representante do MRE junto à Comissão Organizadora
da III Bienal do Museu de Arte Moderna de São Paulo.
Em outubro de 1956, foi designada cônsul-geral do Brasil em Milão. Viveu por longo período na Itália, tendo assumido, sucessivamente, o Consulado em Veneza (novembro de 1959 – janeiro de 1960) e o Consulado em Trieste (janeiro de 1960 a agosto de 1962).
Para garantir sua promoção a ministra de Segunda Classe, foi-lhe necessário ingressar com um mandado de segurança, em conjunto com outros colegas, por meio do qual solicitava ajuste em sua promoção. Alegava haver sido preterida por critérios que não sabia esclarecer. Foi vitoriosa em sua demanda, juntamente com as colegas Vera Regina Amaral Sauer e Maria Luiza Fialho de Castro e Silva. Todas foram promovidas a ministras de segunda classe por decreto presidencial de 21 de outubro de 1961.
No dia 17 de setembro de 1962, passou a chefiar o Consulado-Geral do Brasil em Valparaíso, no Chile, onde destacou-se na promoção dos interesses comerciais brasileiros e na divulgação da cultura nacional. Foi a responsável pela fundação do Centro Chileno Brasileiro de Cultura.
Em 1965, foi designada embaixadora comissionada do Brasil junto à Austrália. Em julho de 1966, foi designada embaixadora cumulativa junto à Nova Zelândia. Tratou-se da primeira mulher a assumir as chefias dos postos., exercidos até maio de 1970, quando, em seu retorno ao Brasil, foi aposentada compulsoriamente.

Faleceu em 5 de agosto de 1982, aos 74 anos, no Rio de Janeiro.